# Monterey jack
Le monterey jack est un fromage à croûte molle à base de lait de vache pasteurisé. Il est généralement commercialisé tel quel, ou mélangé à du fromage Colby sous la forme d'un fromage marbré appelé Colby-Jack cheese (ou simplement Co-Jack ou Cojack).
À l'origine, le monterey jack était fabriqué par les moines franciscains de la ville de Monterey, en Californie, au début du XIXe siècle. Un entrepreneur du nom de David Jack décida de capitaliser sur la renommée du produit et commença à commercialiser un fromage similaire, d'abord désigné « Jack's Cheese », puis « Monterey Jack ».
« Monterey Jack », bien qu'incluant le nom de la ville d'origine du fromage, n'est pas une appellation d'origine contrôlée, à l'instar des autres fromages américains. Le monterey jack est fabriqué ailleurs que dans la région de Monterey, y compris au Canada.
La forme vieillie du fromage est le « Dry Jack », qui peut être râpée et utilisée en cuisine de la même façon que le parmesan. Le dry jack fut inventé aux États-Unis pendant la Seconde Guerre mondiale pour pallier la pénurie de fromages italiens, devenus quasi impossibles à importer en raison de l'embargo imposé.
Une autre version du fromage, le pepperjack, mélange des piments au monterey jack pour y ajouter un goût épicé. Le pepperjack est souvent utilisé dans des recettes d'inspiration mexicaines ou tex-mex comme celles des quesadillas, mais peut se consommer en accompagnement de biscuits salés.